# Parque Santana
Parque Santana é um bairro de Barra do Piraí, município localizado no Sul do estado do Rio de Janeiro.

## Economia
A economia gira em torno de uma loja de material de construção, um mercado, diversos bares e lanchonetes e um hotel fazenda. O bairro foi sede da empresa GRAAL Química que funcionou ali na década de 50 e 60. O bairro sedia uma empresa distribuidora de água mineral. 

## Educação
Na área de educação o bairro possui um jardim de infância,tambem possui uma escola municipalizada ao lado do jardim de infancia , a escola possui segmento do 1° ano ao 9° do fundamental,e o bairro tambem possui uma academia.

## Cultura
Na cultura o bairro tem como lembrança do período colonial a Fazenda Ponte Alta.
Tem a antiga estação da RFFSA na Estação de Santana da Barra que foi palco para a gravação de algumas cenas da telenovela Tieta pela Rede Globo.